# Karolyn Kouakap
Œuvres principales
Cogito (Edition edilivre publié en 2015)
Karolyn Kouakap, née le 19 juillet 1993 à Yaoundé, de son vrai nom Patong Koukap Caroline Flore, est une écrivaine et slameuse camerounaise.

## Biographie

### Famille
Karolyn Kouakap est la fille de Nana Koukap Séraphin et de Ngansop Madeleine. Elle est originaire de Bangoua, à l'Ouest-Cameroun,.

### Parcours académique
Karolyn Kouakap fait ses études primaires à l'école Publique de Mballa 2 et secondaires au Lycée de Mballa 2, où elle obtient son baccalauréat série D en 2011. Elle poursuit ses études supérieures à l'Université de Yaoundé 1, où elle est titulaire d'une licence en philosophie option épistémologie.

### Carrière artistique
En 2017, Karolyn Kouakap décide d'embrasser le Slam. En côtoyant cet univers, elle rencontre l'artiste slameuse Lydol et le Collectif 237 Paroles. Elle fait plusieurs ateliers et participe à de nombreux festivals dont les première et deuxième éditions des initiatives Slam'up, SLAMeroun, au festival Écran Slam, etc. En 2019, elle organise un spectacle dédicace au Centre Culturel Camerounais, et en décembre 2020, la première édition des "Apéro de Karo m... Slam!", avec le soutien de l'agence littéraire Onan.

### Expression littéraire
À vingt ans, Karolyn Kouakap nourrit cette volonté d'écrire à travers un mélange d'art poétique et de philosophie, qu'elle matérialise dans son recueil "cogito". Elle y exprime la beauté et les laideurs de la vie, et en y engageant palliativement des solutions.

## Œuvres
.Karolyn Kouakap, Cogito, Edilivre, 2015, 46 p. (ISBN 2332907211)